# Бавуковское сельское поселение
Бавуковское сельское поселение — муниципальное образование в Хабезском районе Карачаево-Черкесии.
Административный центр — посёлок Бавуко.

## География
Муниципальное образование расположено в восточной части Хабезского района. В состав поселения входят два населённых пункта.
Площадь сельского поселения составляет — 23 км2.
Граничит с землями муниципальных образований: Малый Зеленчук на юге, Псаучье-Дахе на западе и с землями Абазинского и Прикубанского районов на востоке.
Сельское поселение расположено в предгорной зоне республики. Рельеф местности представляет собой холмистую равнину. Терраса имеет общий уклон с востока на запад. Средние высоты на территории сельского поселения составляют 542 метров над уровнем моря.
Гидрографическая сеть в основном представлена рекой Малый Зеленчук. К югу от посёлка Бавуко расположены несколько искусственных водоёмов.
Климат умеренный. Средняя годовая температура воздуха составляет + 9°. Наиболее холодный месяц — январь (среднемесячная температура — 4°), а наиболее тёплый — июль (+ 22°). Заморозки начинаются в начале декабря и заканчиваются в начале апреля. Среднее количество осадков в год составляет около 600 мм в год. Основная их часть приходится на период с апреля по июнь.

## История
До 1957 года Бавукский сельсовет входил в состав Черкесской автономной области. Затем передан в состав Карачаево-Черкесской автономной области.
В 1991 году Бавукский сельсовет реорганизован и преобразован в Бавуковское сельское поселение.
Границы и статус установлены Законом Карачаево-Черкесии от 16 декабря 2004 года № 48-РЗ «Об установлении границ муниципальных образований на территории Хабезского района и наделении их соответствующим статусом».

## Население
| 2010  | 2012  | 2013  | 2014  | 2015  | 2016  | 2017  |
| ----- | ----- | ----- | ----- | ----- | ----- | ----- |
| 1065  | ↗1099 | ↗1131 | ↗1145 | ↘1136 | ↘1125 | ↗1127 |
| 2018  | 2019  | 2020  | 2021  | 2023  | 2024  |       |
| ↘1123 | ↗1125 | ↗1127 | →1127 | ↗1146 | ↘1145 |       |

По данным Всероссийской переписи населения 2021 года:
| Народ               | Численность, чел. | Доля от всего населения, % |
| ------------------- | ----------------- | -------------------------- |
| черкесы             | 904               | 80,21 %                    |
| абазины             | 69                | 6,12 %                     |
| русские             | 58                | 5,15 %                     |
| карачаевцы          | 35                | 3,11 %                     |
| ногайцы             | 26                | 2,31 %                     |
| другие / не указано | 35                | 3,10 %                     |
| всего               | 1 127             | 100,0 %                    |

Процент от населения района — 3.69 %
Плотность — 49.78 чел./км2

## Состав поселения
| № | Населённый пункт | Тип населённого пункта          | Население | Доля от населения (%) |
| - | ---------------- | ------------------------------- | --------- | --------------------- |
| 1 | Бавуко           | посёлок, административный центр | ↗687      | 61,5 %                |
| 2 | Ново-Хумаринский | аул                             | ↗440      | 38,5 %                |

## Экономика
Основу экономики сельского поселения составляет сельское хозяйство. В частности наибольшее развитие получило садоводство. Ранее важную роль в экономике сельсовета играл конезавод.